# Xã Amity, Quận Berks, Pennsylvania
Xã Amity (tiếng Anh: Amity Township) là một xã thuộc quận Berks, tiểu bang Pennsylvania, Hoa Kỳ. Năm 2010, dân số của xã này là 12.583 người.